# Битка при Ихтиман (1355)
Битката при Ихтиман се провежда през 1355 г. между българите и османските турци и завършва с българска пирова победа, тъй като българите успяват да отбият турците, защото следващата тяхна атака е чак през 1372 година. Точното местоположение на битката не е известно, но в анонимна българска хроника е споменато, че войските на Михаил IV Асен се сблъскват с нашествениците преди да достигнат София.

## Причини за конфликта
След като османските турци завладяват първата си крепост на Балканите през 1352, те бързо разширяват територията си в Европа. От 1354 техните войски грабят българска Тракия. Опустошават регионите на Пловдив и Стара Загора и на следващата година започват кампания срещу ключовия град София.

## Битка
Синът на българския цар Иван Александър, Михаил Асен, събира и предвожда армия, за да спре настъпващия противник. Битката е ожесточена, като българите получават тежки жертви, а техният командир и престолонаследник е убит. Османците обаче също търпят тежки загуби и не успяват да продължат към София.

## Последици
Битката показва, че българите не са готови да се изправят срещу турците на открито поле и загубата на първородния и вероятно най-способен царски син е много тежка за Иван Александър. Но битката, в която той намира смъртта си, попречва на османците да достигнат София цели 30 години, де факто през 1382 година. По това време обаче българите не могат да предотвратят завземането на цяла Тракия.